# Miltochrista excelsa
Miltochrista excelsa är en fjärilsart som beskrevs av Daniel 1952. Miltochrista excelsa ingår i släktet Miltochrista och familjen björnspinnare. Inga underarter finns listade i Catalogue of Life.